# Pleurocerinella bartaki
Pleurocerinella bartaki är en tvåvingeart som beskrevs av Stuke 2009. Pleurocerinella bartaki ingår i släktet Pleurocerinella och familjen stekelflugor.
Artens utbredningsområde är Botswana. Inga underarter finns listade i Catalogue of Life.